# Джереуша
Джереуша (рум. Gerăușa) — село у повіті Сату-Маре в Румунії. Адміністративно підпорядковане місту Ардуд.
Село розташоване на відстані 428 км на північний захід від Бухареста, 21 км на південь від Сату-Маре, 104 км на північний захід від Клуж-Напоки.

## Населення
За даними перепису населення 2002 року у селі проживали 453 особи. Рідною мовою 450 осіб (99,3%) назвали румунську.
Національний склад населення села:
| Національність | Кількість осіб | Відсоток |
| -------------- | -------------- | -------- |
| румуни         | 444            | 98,0%    |
| угорці         | 7              | 1,5%     |